# Fortunato Baliani
Fortunato Baliani (Foligno, 6 luglio 1974) è un ex ciclista su strada italiano, professionista dal 1998 al 2014.

## Carriera
Ha la caratteristica di essere un agile scalatore. Nelle tappe alpine del Giro d'Italia è stato spesso all'attacco, nel tentativo di guadagnare punti per la speciale classifica della maglia azzurra che premia il miglior scalatore della corsa rosa, tuttavia non è mai riuscito a portare a casa la tanto inseguita maglia.
Durante il Giro d'Italia 2006 è transitato per primo sul Passo Pordoi, passaggio che è ricordato in una stele situata sul passo, dove sono impressi in una lista tutti coloro che, nella storia del Giro, sono transitati per primi su questo valico alpino.
Dopo la conclusione della carriera ciclistica ha intrapreso l'attività di albergatore nella natia Umbria.

## Palmarès
- 1997 (Dilettanti)

Trofeo Serafino Biagioni
- 1998 (Dilettanti)

Giro delle Valli Aretine
La Ciociarissima
- 2002

1ª tappa, 2ª semitappa Vuelta a Cundinamarca
- 2006

Subida al Naranco
- 2007

Gran Premio Città di Camaiore
- 2009

Giro della Provincia di Reggio Calabria
- 2011

3ª tappa Tour de Kumano (Kumano City > Kumano City)
Classifica generale Tour de Kumano
Classifica generale Brixia Tour
- 2012

4ª tappa Tour of Japan (Subashiri > Monte Fuji)
Classifica generale Tour of Japan
2ª tappa Tour de Kumano (Kumano > Kumano)
Classifica generale Tour de Kumano
4ª tappa Tour de Serbie (Bajina Bašta > Pale)
- 2013

Classifica generale Tour of Japan

### Altri successi
- 2008

Trofeo Fuga Cervélo Giro d'Italia
- 2011

Classifica scalatori Brixia Tour
- 2012

Classifica scalatori Tour de Serbie

## Piazzamenti

### Grandi Giri
- Giro d'Italia

2000: 71º
2001: 32º
2002: ritirato (7ª tappa)
2003: 52º
2004: 39º
2006: 46º
2007: 24º
2008: 12º